# Suore del rifugio del Cuore di Gesù
Le Suore del Rifugio del Cuore di Gesù sono un istituto religioso femminile di diritto pontificio.

## Storia
La congregazione fu fondata nel 1929 a Cremona dal gesuita Giovanni Cenere insieme con Rosa Gozzoli per la rieducazione delle traviate e la preservazione delle pericolanti.
Giovanni Cazzani, vescovo di Cremona, eresse la comunità in congregazione religiosa di diritto diocesano il 18 dicembre 1934 e nel 1962 l'istituto ricevette il pontificio pro-decreto di lode.

## Attività e diffusione
Le suore si dedicano principalmente all'assistenza di ex carcerate, giovani pericolanti, madri nubili e tossicodipendenti, ma anche alla cura dell'infanzia e all'insegnamento del catechismo.
La sede generalizia è a Cremona.
Alla fine del 2015 l'istituto contava 12 religiose in 7 case.